# الزريبة
الزريبة (من اللاتينية: زْرِيبَا أٌولْيَا Zriba Olia) إحدى مدن الجمهورية التونسية، تقع في ولاية زغوان.
تاريخ مدينة الزريبة – تونس
مدينة الزريبة هي إحدى المناطق التابعة لولاية زغوان في تونس، معروفة بجمال طبيعتها وتاريخها العريق الذي يمتد عبر العصور. الزريبة تتميز بموقعها الجغرافي القريب من العاصمة، وبطبيعتها الجبلية الخلابة، كما أنها تحتوي على معالم تاريخية وثقافية مهمة.
أصل التسمية
اسم “الزريبة” يعود إلى الكلمة العربية “زَرْب” أو “الزريبة”، والتي تعني المكان الذي يُجمع فيه الماشية. يُعتقد أن هذه المنطقة كانت تستخدم في العصور القديمة كمرعى ومكان لحماية القطعان.
التاريخ القديم للمنطقة
الزريبة، مثل بقية مناطق ولاية زغوان، لها تاريخ عريق يرجع إلى العصور البربرية والفينيقية. لاحقًا، أصبحت جزءًا من الإمبراطورية الرومانية، التي تركت آثارًا عديدة في المنطقة، منها المعابد الرومانية والحمامات الساخنة التي كانت تستخدم للاستجمام.
بعد سقوط الإمبراطورية الرومانية، مرت المنطقة بعدة فترات تاريخية:
•	الفتح الإسلامي في القرن السابع الميلادي.
•	السيطرة العثمانية.
•	الاحتلال الفرنسي في القرن العشرين.
أهم المعالم التاريخية في الزريبة
1.	الزريبة العليا:
•	منطقة قديمة تتميز بموقعها على قمة جبل.
•	تضم بقايا قرى ومباني تاريخية كانت مأهولة بالسكان.
•	تحتوي على معالم أثرية مثل المساجد القديمة والمعاصر التقليدية.
2.	حمام الزريبة:
•	من أشهر المعالم السياحية في المنطقة.
•	يحتوي على ينابيع مياه طبيعية ساخنة تُستخدم منذ العصور الرومانية.
•	تُعرف مياه الحمام بخصائصها العلاجية، ويستقطب الزوار من مختلف أنحاء تونس.
الزريبة خلال الاستعمار الفرنسي
خلال الفترة الاستعمارية الفرنسية، تم استغلال الموارد الطبيعية للمنطقة، خصوصًا الغابات والمياه، كما شهدت المنطقة بعض التحركات السياسية والمقاومة ضد الاستعمار الفرنسي.
الاقتصاد في مدينة الزريبة
الزريبة تعتمد بشكل كبير على:
•	الفلاحة: زراعة الزيتون، التين، واللوز.
•	السياحة العلاجية: بفضل حمام الزريبة.
•	الحرف اليدوية: مثل صناعة الفخار والأواني التقليدية.
الحياة الثقافية في الزريبة
تحتفظ المدينة بتقاليدها العريقة، وتُقام بها العديد من المهرجانات والاحتفالات الشعبية، مثل:
•	موسم حمام الزريبة الذي يجذب الزوار للاستمتاع بالمياه الساخنة.
•	المهرجانات الثقافية التي تشمل عروضًا فولكلورية وحرفية.
الزريبة اليوم
حاليًا، مدينة الزريبة تعد وجهة سياحية داخلية مميزة في تونس بفضل طبيعتها الخلابة، خصوصًا في فصل الربيع حيث تكتسي الجبال بالخضرة وتنتشر الزهور البرية. كما أنها وجهة محببة للسياحة الثقافية و الاستشفائيةالساخنة.

### مواضيع ذات علاقة
- ولاية زغوان.